# Eyong Enoh
Eyong Tarkang Enoh (Kumba, 23 marzo 1986) è un ex calciatore camerunese, di ruolo centrocampista.

## Carriera

### Club
Inizia la sua carriera con il Mağusa Türk Gücü, per poi trasferirsi all'Ajax nel 2008; è il primo camerunese a giocare con la maglia dei lancieri, con i quali il 15 maggio vince l'Eredivisie nello scontro diretto vinto per 3-1 contro il Twente. Il 2 maggio 2012 vince la sua seconda Eredivisie consecutiva con l'Ajax. In seguito gioca con Fulham, poi ritorna all'Ajax, Antalyaspor, ed infine, il 30 agosto 2014, passa allo Standard Liegi firmando un contratto di due anni.

### Nazionale
Tra il 2009 ed il 2016 ha totalizzato complessivamente 55 presenze e 2 reti con la nazionale del Camerun, con la quale ha partecipato a due edizioni dei Mondiali (2010 e 2014) ed a due edizioni della Coppa d'Africa (2010 e 2015).

## Palmarès

### Club

#### Competizioni nazionali
- Campionato olandese: 3

Ajax: 2010-2011, 2011-2012, 2012-2013
- Coppa dei Paesi Bassi: 1

Ajax: 2009-2010
- Coppa del Belgio: 1

Standard Liegi: 2015-2016